# Kazimierz Cwojdziński
Kazimierz Cwojdziński (ur. 8 stycznia 1878 w Plewiskach, zm. 12 sierpnia 1948 w Poznaniu) – matematyk polski, profesor Szkoły Inżynierskiej w Poznaniu.

## Życiorys
Był synem Leopolda (dzierżawcy majątku) i Ewy z Thielów. Uczęszczał do poznańskich gimnazjów Marii Magdaleny i Bergera, wykształcenie średnie uzyskał w Siemens-Oberrealschule w Charlottenburgu, a studia matematyczne odbył w Zurychu i Berlinie. W Berlinie był jednocześnie nauczycielem matematyki w technikum budowlanym. Pracę nauczyciela kontynuował następnie w gimnazjach w Poznaniu; w 1924 obronił na Uniwersytecie Poznańskim doktorat z matematyki (przygotowany pod kierunkiem Zdzisława Krygowskiego; tytuł rozprawy O pewnych zagadnieniach z geometrii rzutowej), od 1928 prowadził zajęcia z matematyki wyższej na kierunku chemicznym na tej uczelni. Był instruktorem matematyki dla szkół średnich w poznańskim okręgu szkolnym oraz kierownikiem miejscowego Ogniska Matematycznego. W czasie okupacji uczestniczył w tajnym nauczaniu.
Od września 1945 był profesorem geometrii wykreślnej w Szkole Inżynierskiej w Poznaniu. Był wśród pierwszych pracowników Szkoły Inżynierskiej, którzy zasilili przedwojenne kadry Państwowej Wyższej Szkoły Budowy Maszyn i Elektrotechniki (uczelnia ta wznowiła działalność w lutym 1945, by pół roku później zostać przekształconą w Szkołę Inżynierską, poźniejszą Politechnikę Poznańską). Pracował w zespole matematyków pod kierunkiem Zygmunta Butlewskiego, na Oddziale Architektury Wydziału Budownictwa. W pierwszych latach powojennych prowadził także zajęcia z dydaktyki matematyki i matematyki wyższej na Uniwersytecie Poznańskim. 
Zatrudnienie powojenne uzyskał na podstawie dorobku naukowego w zakresie geometrii rzutowej. Prace naukowe ogłaszał m.in. w "Wiadomościach Matematycznych", lwowskim "Muzeum", warszawskim "Parametrze". Był również autorem prac w języku niemieckim na łamach "Archiv der Mathematik und Physik" (Der Lotpunkt ein neuer merkwürdiger Punkt, Eine neue Definition des Feuerbach'schen Preises, Distanzrelationen zwischen Punkten und Geraden der Ebenen sowie Punkten und Ebanen im Raume).
Był żonaty z pisarką Selmą Fischer. Pochowany został na cmentarzu parafialnym Bożego Ciała na Dębcu.